# Lesticus violaceous
Lesticus violaceous es una especie de escarabajo del género Lesticus, familia Carabidae. Fue descrita científicamente por Zhu & Shi&Liang en 2018.
Se distribuye por China. La longitud del cuerpo es de aproximadamente 25,1 milímetros, anchura máxima de los élitros 9,2 milímetros. La cabeza es de color negra, pronoto y élitros violeta con brillos metálicos.